# USS Cavalla (SSN-684)
USS Cavalla (SSN-684) – amerykański okręt podwodny typu Sturgeon, drugi okręt US Navy noszący nazwę "Cavalla" (zwyczajowa nazwa odmiany makreli "Scomberomorus cavalla" - makrela kawalla). Motto okrętu to "Any Mission, Any Time".

## Historia
Kontrakt na budowę SSN-684 został przyznany stoczni Electric Boat z General Dynamics 24 lipca 1968, a jego stępkę położono 4 czerwca 1970. Został zwodowany 19 lutego 1972, matką chrzestną była pani Melvin Price. Okręt wszedł do służby 9 lutego 1973, dowódcą został Commander Bruce DeMars. W połowie lat 80. "Cavalla" przepłynęła do bazy okrętów podwodnych w Pearl Harbor, gdzie miała mieć swój port macierzysty. Służył tam w składzie SUBRON ONE (Submarine Squadron One), który z kolei był częścią COMSUBPAC (Commander, Submarines Pacific Fleet). Okręt operował na terenie całego globu: na oceanach Atlantyckim, Pacyficznym, Indyjskim i Arktycznym.
"Cavalla" był okrętem unikatowym wśród siostrzanych jednostek. Był pierwszym okrętem podwodnym mogącym wykonywać operacje DDS (Dry Deck Shelter) w 1983. Przymocowany do tylnej części okrętu, zbiornik pozwalał personelowi na opuszczenie jednostki, gdy ta znajdowała się w zanurzeniu. W 1995 okręt przepłynął na Atlantyk by uczestniczyć w programie badawczym SCICEX. W końcu w 1996 SSN-684 uczestniczył w pierwszych połączonych amerykańsko-japońskich misjach DSRV (Deep Submergence Rescue Vehicle).
Cavalla został wycofany ze służby 30 marca 1998 i tego samego dnia skreślony z listy okrętów. Jednostka przeszła przez ’’Nuclear Powered Ship and Submarine Recycling Program’’ w Bremerton i 17 listopada 2000 uznano, że przestała istnieć.